# Lance David Arnold

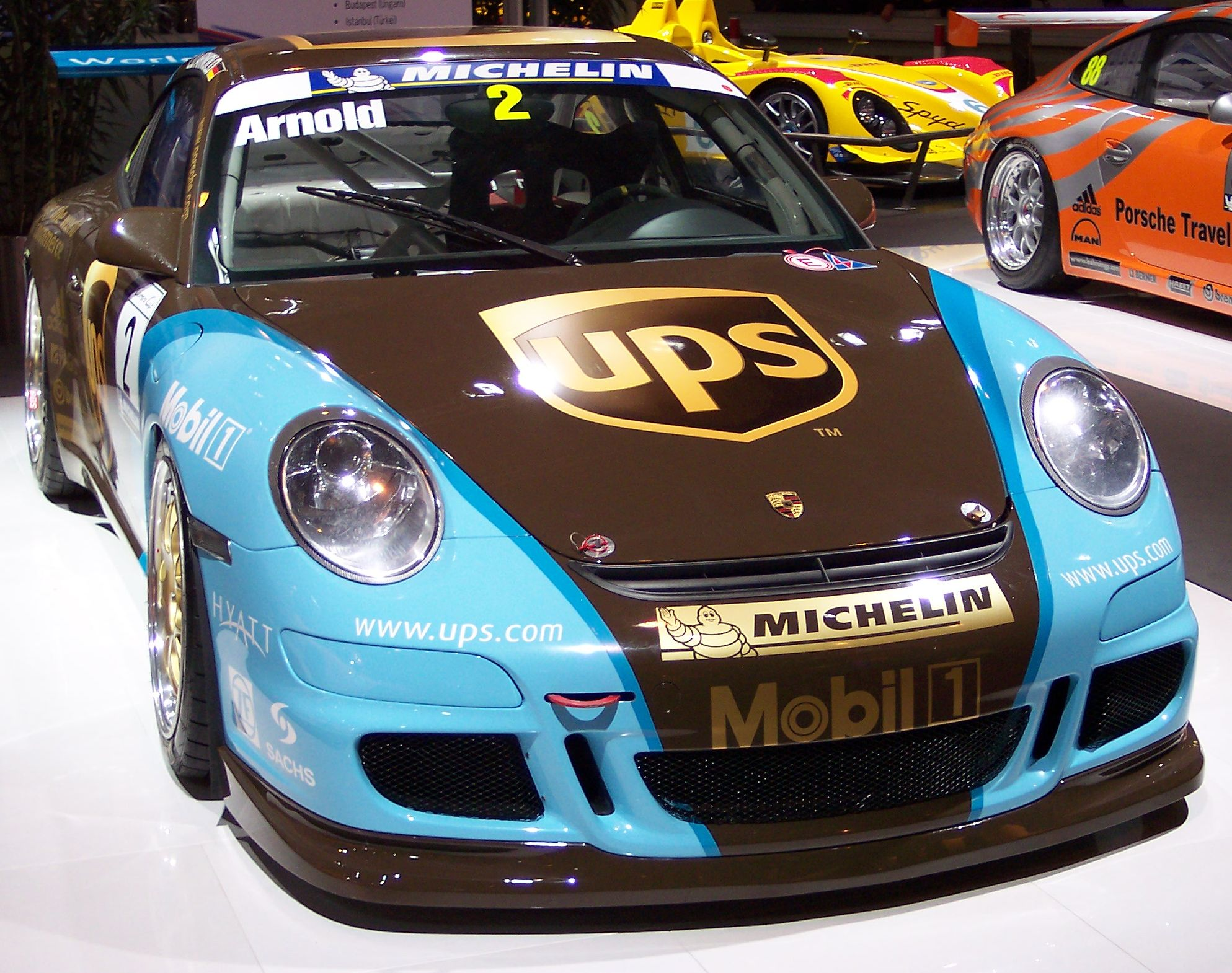
Porsche 911 GT3 Cup von Lance David Arnold

Lance David Arnold (* 8. Juni 1986 in Duisburg) ist ein deutscher Automobilrennfahrer und Automobiljournalist.

## Karriere

### Nachwuchsrennen
Arnold begann seine Motorsportkarriere 2000 im Kartsport. 2002 fuhr er in der Formel BMW. Nachdem er 2003 Slalomrennen bestritten hatte, wechselte er 2004 in den ADAC Volkswagen Polo Cup. Dort wurde er bester Neueinsteiger, wodurch er sich für die folgende Saison für das UPS-Porsche-Junior-Team empfahl.

### Bei Porsche
2005 belegte er in seinem ersten Jahr im Porsche Carrera Cup Deutschland den fünften Meisterschaftsplatz und wurde auch hier wieder bester Neueinsteiger. Außerdem bestritt er eine halbe Saison im Porsche Supercup. 2006 wurde er Siebter im Porsche Carrera Cup und nahm erneut an einer halben Saison im Porsche Supercup teil. Weiterhin nahm er erstmals an Rennen der BFGoodrich Langstreckenmeisterschaft teil.
Am Ende der Saison 2007 verließ er das UPS-Porsche-Junior-Team und zog sich damit vorerst aus den Porsche-Markenpokalen zurück. 2008 kehrte er jedoch wieder nach einer halben Saison zurück. Außerdem nahm er am 24-Stunden-Rennen von Daytona teil und fuhr einen Porsche 911 GT3 RSR in der italienischen GT-Meisterschaft. In einem Porsche 911 GT3 Cup von Manthey Racing bestritt er das 24-Stunden-Rennen auf dem Nürburgring und wurde Achter. Mit Frank Stippler fuhr er ein Rennen der ADAC GT Masters auf dem Nürburgring, welches er gewinnen konnte.
2009 gewann er in einem Porsche 911 GT3 Cup S von Mamerow Racing erstmals ein Rennen der BFGoodrich Langstreckenmeisterschaft. Ebenfalls 2009 belegte er beim 24-Stunden-Rennen auf dem Nürburgring im Team von Uwe Alzen auf einem Porsche 911 GT3 Cup den vierten Platz.
2012 belegte er beim 24-Stunden-Rennen auf dem Nürburgring im Hankook-Team Heico auf einem Mercedes-Benz SLS AMG GT3 den dritten Platz.
Seit 2014 führt Arnold für die TV-Sendung auto mobil – das VOX-Automagazin regelmäßig Fahrzeugtests mit Sport- und Rennwagen durch.

## Statistik

### Le-Mans-Ergebnisse
| Jahr | Team                  | Fahrzeug           | Teamkollege     | Teamkollege       | Platzierung | Ausfallgrund |
| ---- | --------------------- | ------------------ | --------------- | ----------------- | ----------- | ------------ |
| 2021 | Dempsey-Proton Racing | Porsche 911 RSR-19 | Julien Andlauer | Dominique Bastien | Rang 42     |              |

### Einzelergebnisse in der FIA-Langstrecken-Weltmeisterschaft
| Saison | Team                  | Rennwagen       | 1   | 2   | 3   | 4   | 5   | 6   |
| ------ | --------------------- | --------------- | --- | --- | --- | --- | --- | --- |
| 2021   | Dempsey-Proton Racing | Porsche 911 RSR | SPA | POR | MON | LEM | BAH | BAH |
| 2021   | Dempsey-Proton Racing | Porsche 911 RSR | 42  |     |     |     |     |     |